# Suzuki LJ

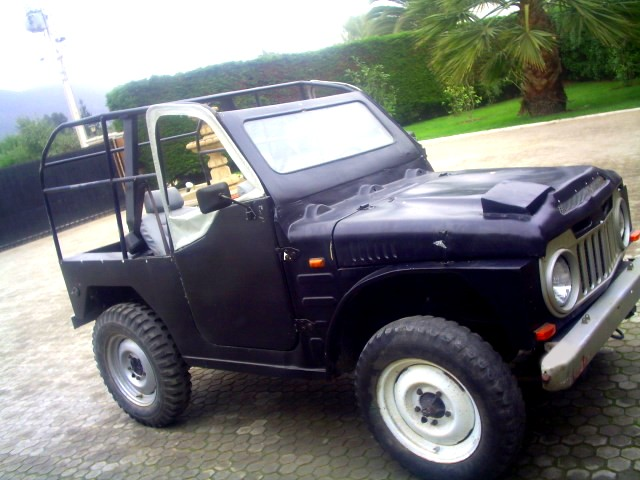
Suzuki LJ 80 SUV

De Suzuki LJ-serie (Light Jeep) was een kleine SUV geproduceerd tussen 1970 en 1983.

## Het begin
Toen Michio Suzuki zijn bedrijf in 1909 oprichtte, maakte het weefgetouwen voor de textielindustrie. In 1937 ontstonden er plannen voor een compacte auto. Deze plannen werden door het uitbreken van de Tweede Wereldoorlog uitgesteld. Het idee om een andere markt te betreden bleef op de plank liggen totdat in 1951 de katoenmarkt ineenstortte.
Echter nu begon Suzuki met het verkopen van motorfietsen, of eigenlijk meer een fiets met hulpmotor. In 1955 onthulde ze een compacte auto, de Suzulight.

## Hope Star ON360 (1965 t/m 1968)
De eerste 4x4 die Suzuki bouwde had zijn oorsprong met een andere kleine Japanse 'vrachtwagen' van de Hope Motor Company, de HopeStar ON360. Deze werd ontwikkeld in 1965 als fundamentele, betrouwbare 4x4. Hij deed dienst zonder dergelijke franjes zoals deuren en dak, en vergde niets meer dan jute zetels. Hij werd aangedreven door een 21pk 360cc  Mitsubishi tweetaktmotor met luchtkoeling. Toch kwam het bedrijf in moeilijkheden na het verkopen van slechts een handvol (vijftien stuks) van deze 'vrachtwagens'. Suzuki kocht de productierechten voor de ON360 in 1968.
Uitgegeven: 1968
Motor: luchtgekoeld, 359cc, tweecilinder, tweetakt.
Vermogen: 21 pk @ 5500 rpm
Max. koppel: 31.4 Nm @ 3500 rpm
Wielbasis: 1.95m
Afmetingen (mm): 2995 (L) x 1295 (W) x 1765 (H)
Gewicht: 625 kg
Dak: Alleen Soft top.
Opmerking: Originele Suzuki 4WD auto, geproduceerd bij de 'Japanese Hope Motor Company'.
Oplage: slechts vijf exemplaren!..

## Suzuki LJ10 (1970 t/m 1972)
Trachtend een goed voertuig nog beter te maken, gebruikte Suzuki de HopeStar als basis voor hun Jimny 360, anders gekend als LJ10 of Bruut IV. Het vervangen van de motor met een van het eigen ontwerp van Suzuki was enkel een van vele wijzigingen, die een restyled maar onmiddellijk herkenbare carrosserie omvatten. Men moest het om belastingtechnische redenen binnen de mini-autoklasse van Japan houden. Om de totale lengte binnen drie meter te houden, kon het reservewiel niet op de traditionele plaats aan de laadklep, maar naast de achterzetel van de passagier worden geplaatst. Dit maakte de LJ10 een drie-passagier voertuig. In 1970, na twee jaar van ontwikkeling, werd de eerste in massa geproduceerde 4x4 in de mini-autoklasse van Japan geïntroduceerd. Hoewel niet officieel door Suzuki verkocht in de Verenigde Staten, werden enkele van deze lj-Reeksen van Suzuki in het begin van 1971 verkocht door importeurs in Californië, Nevada, en Arizona. Terwijl de luchtgekoelde, 25pk, 359cc, tweetakt, twee cilindermotor perfect was voor zijn voorgenomen Japanse markt, vooral door het te verwaarlozen gewicht van 1300 lb, was hij zeer underpowered voor Amerikaanse kopers, die hard moesten werken om zijn zuivere hoogste snelheid van 72 km/h te bereiken.
Uitgegeven: 1970 
Motor: luchtgekoeld 360 cc, twee cilinder, tweetakt 
Vermogen: 25 hp @ 600prm 
Max. koppel: 33.4 Nm @ 5500rpm 
Brandstoftank: 26L 
Dak: Alleen Soft top.

## Suzuki LJ20 (1972 t/m 1974)
In 1972 werd de LJ20 - een mild bijgewerkte versie van LJ10 - vrijgegeven met veranderingen zoals de waterkoeling voor 359cc de motor, 32pk in plaats van 25 PK, en een top snelheid van 75 km/h. Waarschijnlijk was de grootste verbetering voor de weinige Amerikanen die de LJ20 bemachtigden de linkse besturing. In 1973, vond een minder belangrijke update plaats, nl. een omschakeling van horizontale naar verticale spijlen in de grill, en een vervanging van de knipperlichten, elke hoek twee lichten boven elkaar.
Uitgegeven: 1972 
Motor: watergekoeld 360cc, twee cilinder, tweetakt 
Vermogen: 268 @ 5500rpm 
Max. koppel: 37.3Nm @ 5000rpm 
Brandstoftank: 26L 
Dak: Soft top en Hard top 
Opmerking: De eerste Suzuki 4x4 die wordt geëxporteerd.

## Suzuki LJ50 (1974 t/m 1977)
1974 bracht de LJ50 (Jimny 550, SJ10), een andere stijgende verbetering in de LJ- lineup. Met de veranderingen in de Japanse automobiele klassenspecificaties, kon Suzuki de grootte van de motor verhogen door een derde cilinder toe te voegen. Een nieuwe water gekoelde 539cc tweetakt motor leverde een vermogen van 33pk, bij wat minder toeren. De hoge toeren van de LJ10 en LJ20 leverde een van de grootste klachten over de LJ reeks bij markten buiten Japan. Niettemin nog underpowered voor Amerikaanse normen, kon de LJ50 ondanks een 100 lb gewichts toename toch 96 km/h bereiken. Door de toename van de motorgrootte, liet de regelgeving in Japan het toe om het reservewiel aan de achterdeur van de LJ50 te monteren. De ruimte die vrij kwam maakte plaats voor een vierde zetel.
Uitgegeven: 1976 
Motor: 539cc, driecilinder, tweetakt 
Vermogen: 35 pk @
Max. koppel: 52Nm @ 3000rpm 
Versnellingen: 4 
Brandstoftank: 26L 
Afmetingen (mm): 3010 (L), 1295 (W) 
Grondspeling: 237mm 
Gewicht: 670 kg (Soft top) / 720 kg (Hard top) 
Dak: Hard top and Soft top

## Suzuki LJ80 (1977 t/m 1983)
Naast de LJ50 werd in 1977 de laatste, krachtigste, en beste van de LJ-reeks gebouwd, de 1700 lb zware Suzuki LJ80 (SJ20). Het leverde de grootste verbeteringen in de loop van de levensduur van de reeksen op, en werd ontworpen met de bedoeling van de uitvoer wereldwijd. De Suzuki LJ80 kreeg dan ook zijn Europese debuut in Nederland! De geruchten van de grotere motor voor de LJ werden jarenlang constant ontkend door Suzuki, die hun ontwikkeling van de nagelnieuwe motor geheim wilde houden. Als eerste viertaktmotor van Suzuki, onderging het jaren van het testen en ontwikkeling alvorens zijn ingenieurs tevreden waren. De nieuwe 797cc vier cilinder SOHC leverde 41pk en een veel hoger koppel, betere brandstofefficiency, en veel schonere emissies dan zijn voorgangers. Grote pluspunten waren het grotere vermogen, de hogere differentieelverhoudingen voor meer ontspannen wegligging, het verstevigde chassis, een betere wegbeheersing door verplaatste achterschokbrekers en het verbreden van de voor en achterassen met ongeveer 4 inch. Ook kreeg de LJ80 verbeterde zetels en een nieuw stuur. Ook de topsnelheid ging omhoog van 100 km/h naar 130 km/h .De brandstoftank werd vergroot van 26 naar 40 liter, en de LJ80 kreeg extra waarschuwingslichten voor remslijtage. Aan de buitenzijde kreeg de LJ80 kunststof wielkastverbreders mee, een hogere motorkap met nieuwe luchtdoorlatingen op zijn voorrand, en een achterbumper met achterlichten integraal in de carrosserie. In 1979 werd een kleine update gegeven aan LJ80, de koplampen werden iets wijder uit elkaar gezet en moesten iets zakken. Metalen deuren werden ook voor het eerst aangeboden. Naast de metaltop en cabrio top kwam er nog een model bij, de LJ81. Een Pick-up versie met een langere wielbasis. De LJ-reeks was tot 1983 in productie.
Uitgegeven: 1977 (series II - 1979) 
Motor: 797cc, viercilinder, viertakt
Vermogen: 42 pk @ 5500rpm 
Max. koppel: 61Nm @ 3500rpm 
Brandstoftank: 40L 
Versnellingen: 4
Spoorbreedte(mm): 1190 (Voor), 1200 (Achter) 
Dak: Hard top en Soft top. !!: Vanaf de Series II is de Soft top ook leverbaar geweest met metalen deuren. 
Opmerking: Een Pick-up model wordt leverbaar onder de naam LJ81.

## En daarna
Suzuki is verdergegaan met de ontwikkeling van vierwiel aangedreven auto's. Na de LJ- serie is de SJ- serie ontworpen. Eerst de SJ410, gevolgd door de SJ413. Deze werd weer gevolgd door de Samurai, de Vitara, de X90, Grand Vitara, Jimny, XL7, en de New Grand Vitara.